# Kazuko Kōri
Kazuko Kōri (郡 和子, Kōri Kazuko) est une femme politique japonaise née le 31 mars 1957 à Sendai. Après avoir exercé le métier de présentatrice de télévision, elle commence sa carrière politique en tant que représentante de la préfecture de Miyagi à la Chambre des représentants du Japon pour le Parti démocrate du Japon. Elle est nommée au gouvernement Noda en 2011, en tant que secrétaire parlementaire chargée de la reconstruction. Elle devient ensuite maire de Sendai en 2017, d'abord avec le soutien du Parti démocrate, puis en tant qu'indépendante.

## Jeunesse, études et carrière pré-électorale
Kōri naît le 31 mars 1957 à Sendai. Elle effectue ses études au département d'économie de l'université Tōhoku Gakuin, avant de rejoindre la chaîne la Tohoku Broadcasting Company (en) en 1979 en tant que présentatrice.

## Carrière électorale

### Politique nationale
Kōri se présente en lors des élections législatives japonaises de 2005 sous l'investiture du Parti démocrate du Japon, dans la première circonscription de la préfecture de Miyagi. Bien que défaite au scrutin nominal, elle récupère un siège grâce à la représentation proportionnelle et fait son entrée à la Diète la même année. En 2009, elle se représente dans la même circonscription et est cette fois élue directement. La même année, elle prend la tête de la division de la préfecture de Miyagi du PDJ.
En 2010, Kōri prend la tête du Conseil de promotion de l'égalité des sexes du Parti démocrate du Japon, avant de présider en 2011 le Comité de la santé, du travail et du bien-être social de la Chambre des représentants.
Au sein du gouvernement Noda, elle occupe le poste de secrétaire parlementaire chargée de la Reconstruction, un poste créé à la suite des séismes de 2011 de la côte Pacifique du Tōhoku.
Kōri perd son siège nominal à l'issue du scrutin des élections législatives japonaises de 2012, mais conserve son poste de représentante grâce à la représentation proportionnelle. En 2014, elle est de nouveau réélue, toujours à la proportionnelle. 
Elle démissionne de son poste en juillet 2017, après avoir annoncé son intention de se présenter aux élections municipales de Sendai. En conséquence, Izumi Yoshida (en), juste derrière elle sur les listes proportionnelles, lui succède à la Diète.

### Maire de Sendai
Après avoir démissionné de son poste de représentante, Kōri brigue la mairie de Sendai, sa ville natale. Elle axe sa campagne autour de la prévention du harcèlement scolaire, mais également de l'accompagnement des femmes enceintes et des étudiants universitaires. Elle remporte d'une courte tête le scrutin, qui l'oppose au gérant de pompes funèbres Hironori Sugawara, soutenu par le PLD et le Kōmeitō, et devient maire en juillet 2017. Elle succède ainsi à Emiko Okuyama, première femme à devenir maire d'une grande ville japonaise.
Elle est candidate à sa propre succession en 2021. Elle est largement réélue, après avoir obtenu le soutien à la fois du PLD et des partis d'opposition.

## Prises de position
Kōri milite également pour une politique japonaise plus souple en matière d'immigration et souhaite accorder aux étrangers résidents au Japon le droit de vote aux élections locales.